# Kappelkirche

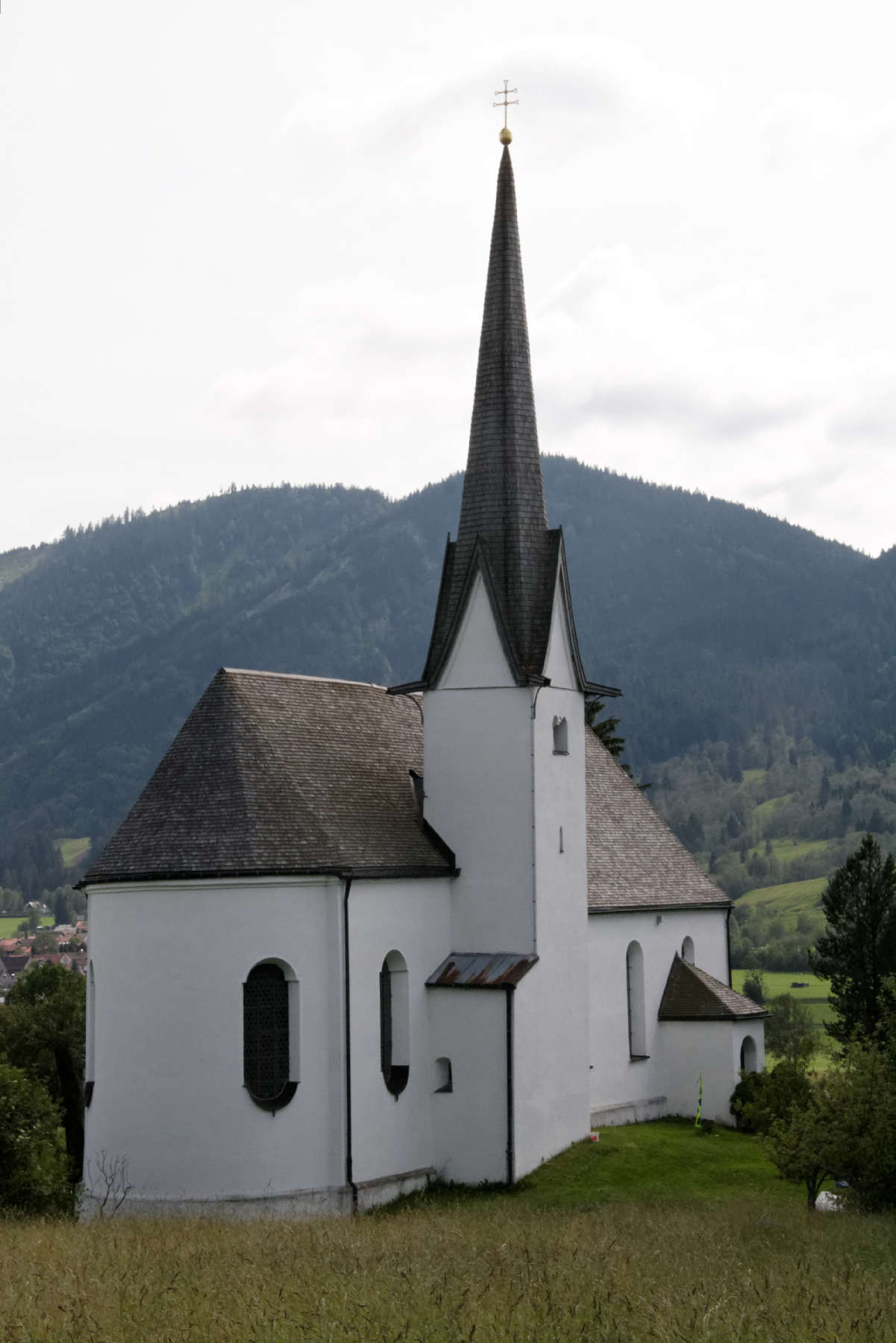
Kappelkirche in Unterammergau

Die Wallfahrtskirche Heilig Blut in Unterammergau, im Allgemeinen Kappelkirche oder einfach Kappel genannt, ist ein Kirchengebäude der römisch-katholischen Kirche. Die Kirche ist dem Heiligen Blut Christi geweiht. Sie ist ebenso wie das daneben stehende Mesnerhaus als Baudenkmal in die Bayerische Denkmalliste eingetragen.

## Lage

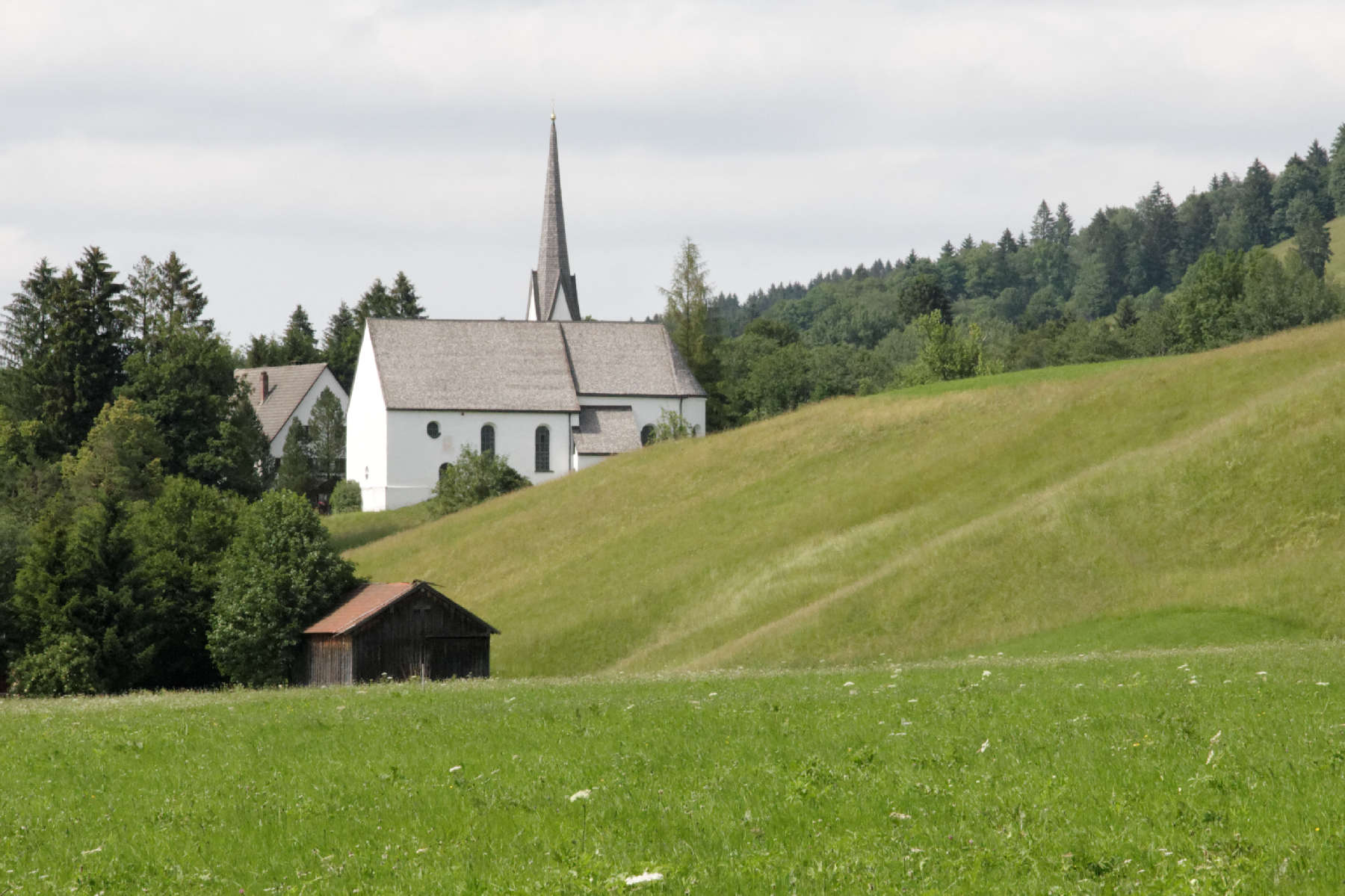
Lage der Kappelkirche oberhalb einer Geländestufe

Die Kirche liegt nördlich des Hauptorts und östlich der Ammer im Ortsteil Kappel auf einer Geländestufe. Die Hauptachse verläuft ungefähr in West-Ost-Richtung mit einer Abweichung von circa 20° gegen den Uhrzeigersinn. Zusammen mit dem benachbarten ehemaligen Mesnerhaus bildet die Kirche den Ortsteil Kappel.

## Geschichte
An der Stelle der heutigen Kirche ist 1450 erstmals eine Kapelle schriftlich bezeugt. Der mündlichen Überlieferung nach soll sie jedoch zu den ältesten Kirchenbauten des Ammertals zählen. Schon um 900 soll der Ammergauer Graf Eticho hier ein kleines Kloster gegründet haben. In einem Visitationsbericht von 1707 wird die Errichtung der Kapelle als durch ein „wunderbares Ereignis“ veranlasst bezeichnet, ohne das Ereignis näher zu beschreiben. In der Kapelle wurde eine Reliquie aufbewahrt. Der Überlieferung nach handelte es sich um einen Teil der Heilig-Blut-Reliquie, die Judith, die Gattin des bayerischen Herzogs Welf I., 1094 dem Kloster Weingarten gestiftet hatte. Urkundlich ist das jedoch nicht belegt. Durch die Reliquie wurde die Kapelle Ziel von Wallfahrten.
Um den Wallfahrern mehr Platz zu bieten, wurde 1618 ein neues Langhaus errichtet. 1680 errichtete Johann Schmuzer einen neuen Chor mit derselben Höhe wie das Langhaus. Franz Xaver Schmuzer gab schließlich 1750 dem Inneren ein einheitliches Aussehen, wie es im Wesentlichen heute noch zu sehen ist. Dabei zog er ein neues Gewölbe ein und stuckierte die Kirche aus. 1779 schuf Franz Seraph Zwinck, dessen Vater Johann zeitweise Mesner an der Kappelkirche gewesen war, die Deckenfresken in den dafür bereits von Schmuzer vorbereiteten Stuckrahmen. Auch wenn damit die ursprüngliche Kapelle durch einen großen Kirchbau ersetzt war, wurde die Kirche weiter einfach „Kappel“ oder auch „Kappelkirche“ genannt.
Während des Spanischen Erbfolgekriegs wurde die Kirche 1703 schwer beschädigt, und die ursprüngliche Reliquie wurde geraubt. 1734 gelangte die heutige Heilig-Blut-Reliquie aus Italien in die Kappelkirche. Ein geplanter Abriss der Kirche nach der Säkularisation konnte durch die Bevölkerung Unterammergaus verhindert werden.
Die Kappelkirche wurde mehrmals grundlegend renoviert, z. B. 1892–1896, 1948–1953 und 1961–1966. 2003–2005 fand eine vollständige Außenrenovierung und Innenrestaurierung statt, in deren Rahmen auch der Altarraum und die Seitenaltäre neu gestaltet wurden.

## Äußeres

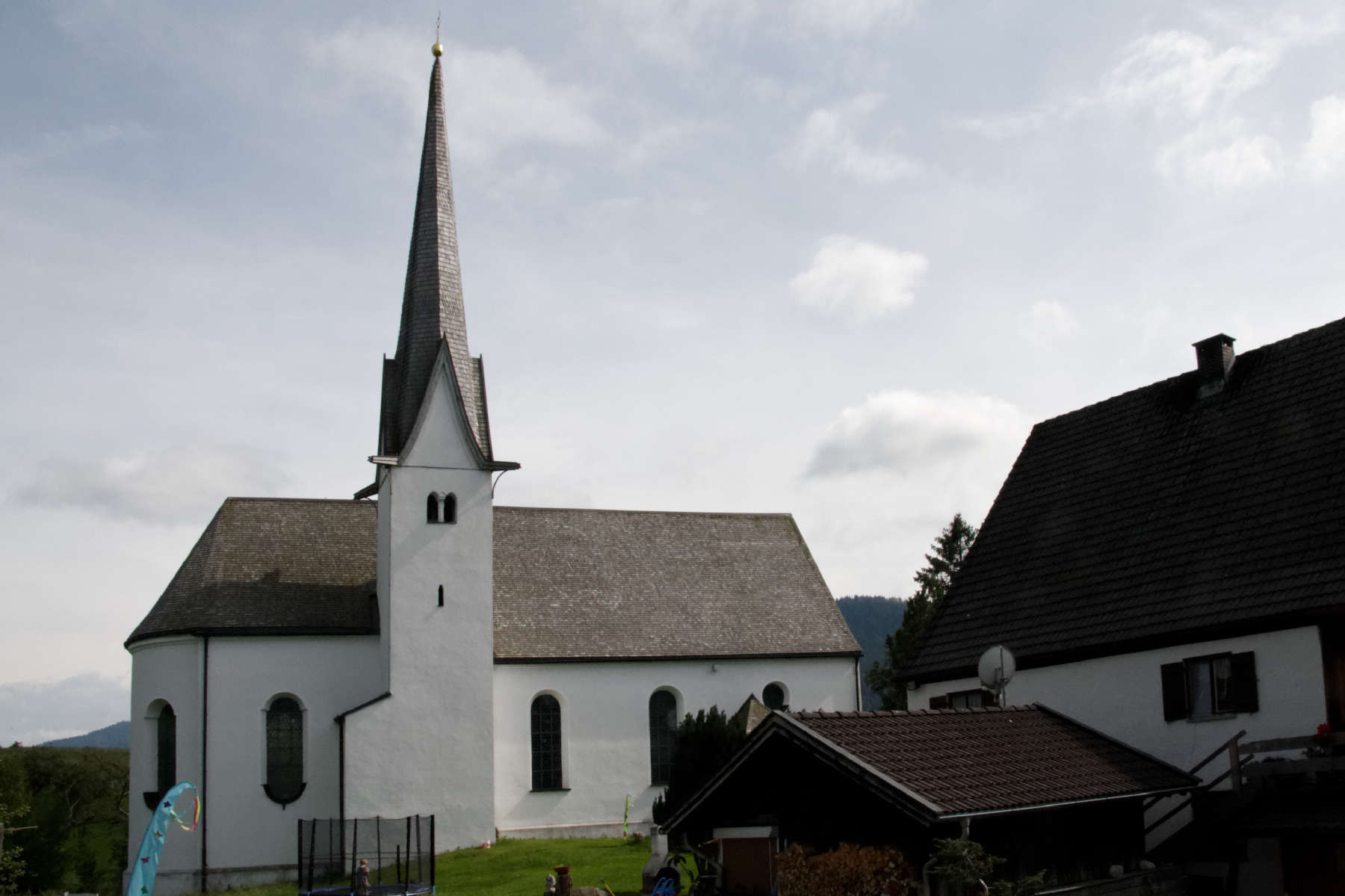
Äußeres der Kappelkirche von Norden gesehen

Das Bauwerk besteht aus einem Langhaus und einem daran im Osten anschließenden Chor mit Apsis, die ein gemeinsames Satteldach tragen. In der Ecke zwischen Langhaus und Chor auf der nördlichen Längsseite steht der quadratische spätgotische Turm, der einen achteckigen Spitzhelm trägt. Unterhalb des Helmansatzes sind kleine gekuppelte Schallöffnungen für die Glockenstube. Gegenüber dem Turm an der südlichen Längsseite der Kirche liegt die Sakristei.
Das Langhaus hat beidseitig je zwei Rundbogenfenster, der Chor je zwei Krumperfenster, die auch unten rundbogig sind. Der Eingang zum Langhaus liegt am Westende der nördlichen Längsseite.

## Inneres

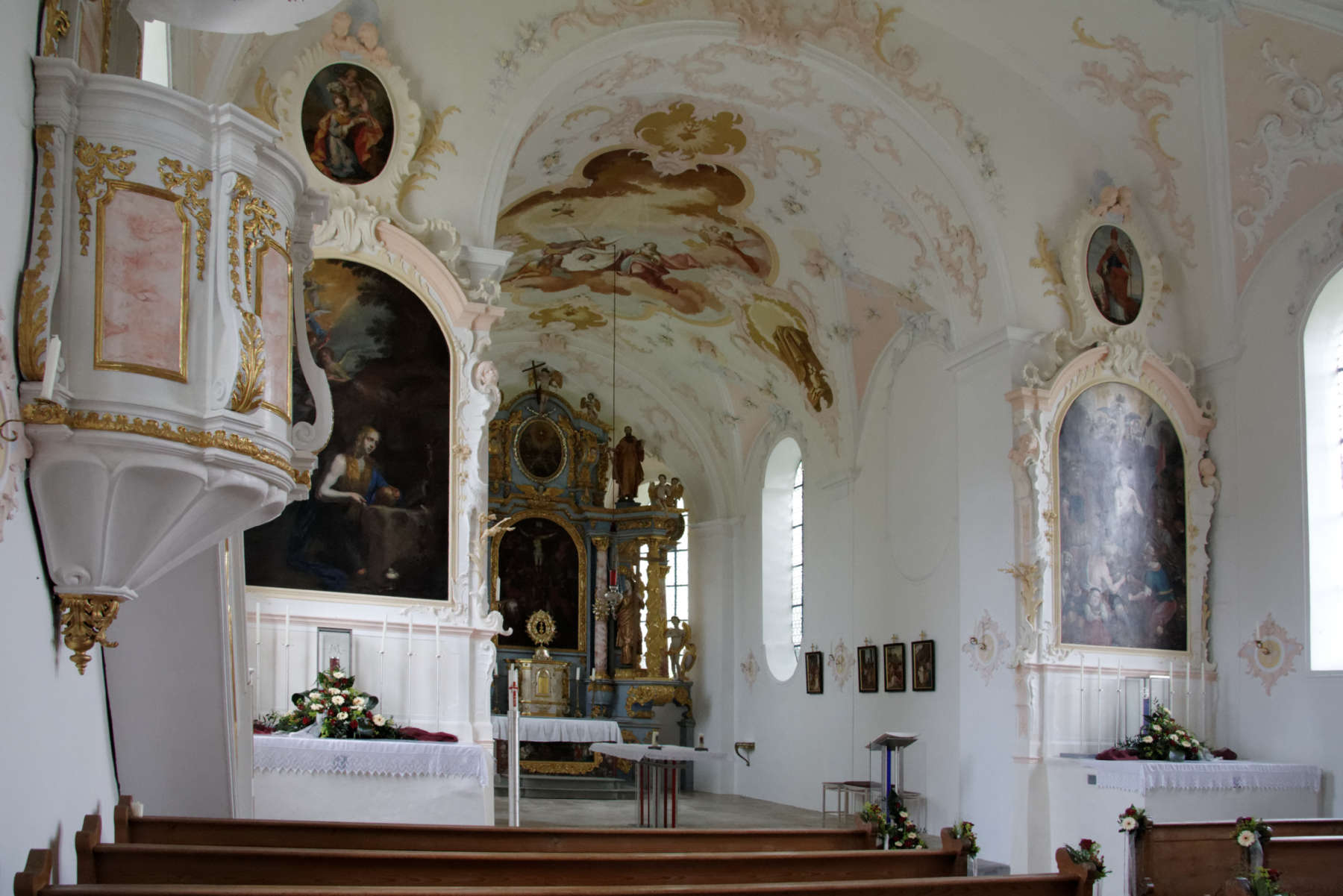
Inneres der Kappelkirche

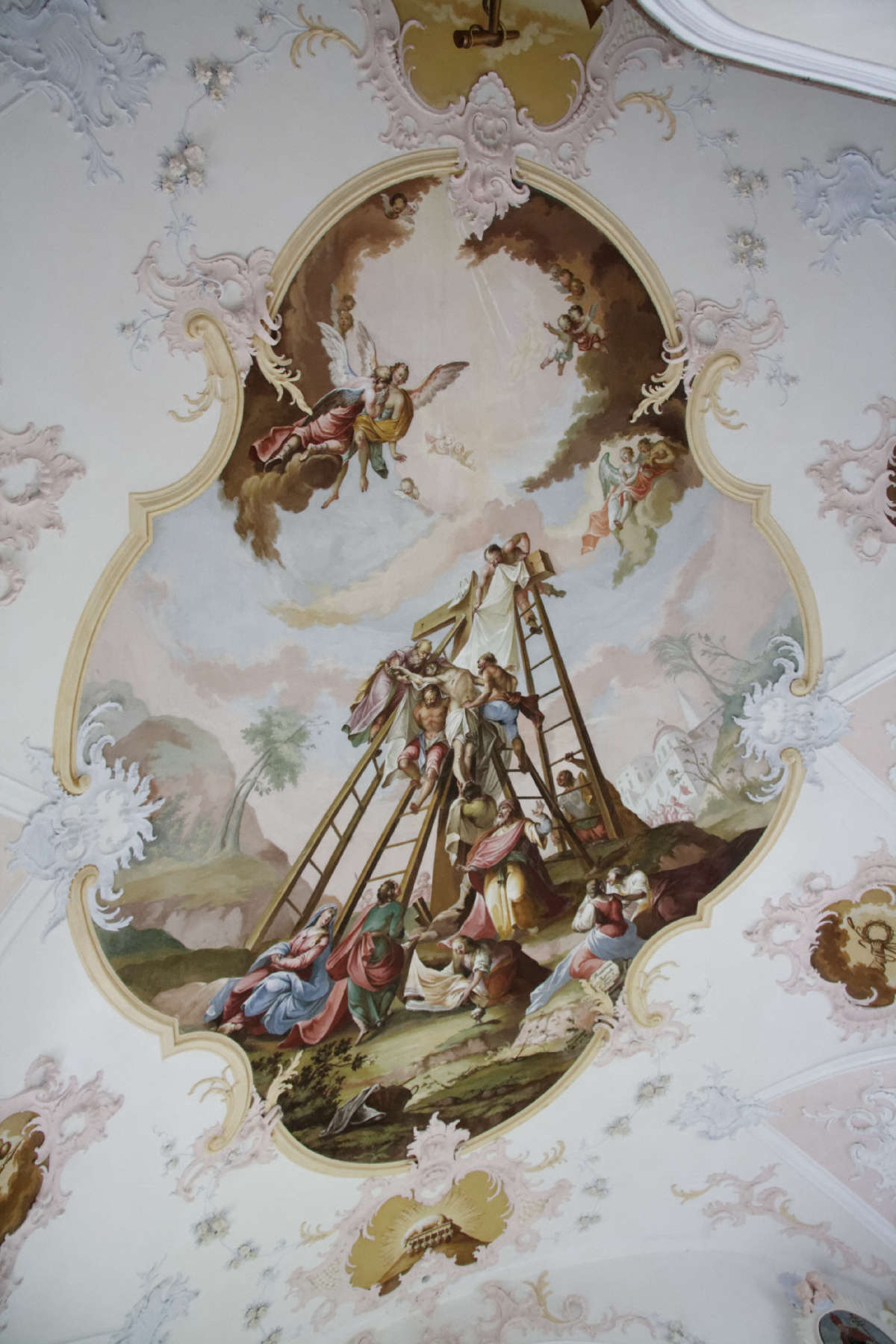
Deckenfresko im Langhaus

Nach der Generalrestaurierung zu Beginn des 21. Jahrhunderts zeigt sich das Innere der Kirche im Wesentlichen in dem Aussehen des 18. Jahrhunderts, wie es durch die Gestaltung durch Franz Xaver Schmuzer und die Deckenmalereien von Franz Seraph Zwinck geprägt ist. Dezent passen sich einige durch liturgische Änderungen bedingte Einrichtungsstücke im modernen Stil wie z. B. Volksaltar und Ambo in das Gesamtbild ein.
Der Kirchenraum hat innen eine Gesamtlänge von 24,40 m. Das Langhaus und der daran anschließende Chor sind durch einen Triumphbogen voneinander getrennt. Das Langhaus ist 13,30 m lang und 9,50 m breit, der Chor 11,10 m lang und 6,20 m breit. Das Langhaus hat eine Höhe von 8,40 m, der Chor von 7,40 m. Langhaus und Chor haben beide ein gedrücktes Tonnengewölbe mit Stichkappen zu den Fenstern hin, das Langhaus mit drei Jochen, der Chor mit zwei.
An der Rückwand sind zwei Emporen übereinander angebracht. Auf der obersten befindet sich noch die ursprüngliche Orgel, die 1777 von dem Orgelbauer Anton Fuchs aus Innsbruck geschaffen wurde.
In der Glockenstube des Turms hängen zwei Glocken. Sie mussten zwar im Zweiten Weltkrieg abgegeben werden, kehrten aber nach Kriegsende unbeschädigt zurück.